# Adam Mitchell
Adam Mitchell es un personaje de ficción de la serie británica de ciencia ficción Doctor Who, interpretado por Bruno Langley. Adam es presentado en la primera temporada moderna de la serie de 2005, como el segundo breve acompañante del Noveno Doctor (Christopher Eccleston). Sin embargo, a diferencia de su acompañante principal, Rose Tyler (Billie Piper), que era un contraste humano al Doctor alienígena de siglos de edad, Adam fue creado para dar el ejemplo de un viajero en el tiempo inepto.
El personaje se creó como un joven genio del año 2012 que atrae la atención de Rose después de que ambos se conozcan en el lugar donde trabaja. A pesar de la disposición de Rose a aceptarle como compañero de viaje, el Doctor se muestra escéptico. Después de que Adam intente usar información del futuro para su propio beneficio, le echa de la TARDIS. Esta fue la primera vez que el Doctor obligó a un acompañante a marcharse por mal comportamiento.
Russell T Davies creó a Adam en su propuesta original a la BBC para revivir Doctor Who. Aunque estaba desde esos primeros borradores de la serie, siempre fue la intención que Adam fuera un personaje de corta duración. Aunque los críticos reaccionaron negativamente ante el personaje, el papel de Adam como contraste a la figura clásica del acompañante recibió alabanzas junto a las lecciones morales de su partida.

## Apariciones
Adam aparece por primera vez en el episodio Dalek, como un joven investigador empleado por Henry van Statten (Corey Johnson), dueño de un museo de artefactos extraterrestres en un búnker subterráneo en Utah. Adam menciona que es un genio, y que ha hackeado los ordenadores del Departamento de Defensa de los Estados Unidos cuando tenía ocho años. Rápidamente forma una atracción correspondida con la acompañante del Noveno Doctor, Rose Tyler, y le cuenta su deseo de ver las estrellas. Cuando un Dalek vivo logra liberarse y abrirse camino por la base matando a quien se interpone, Adam huye junto con Rose. Al final del episodio, cuando se cierra el museo de van Statten, Rose le pide al Doctor que lleven a Adam con ellos en la TARDIS. El Doctor se niega, pero Adam se ve forzado a entrar en la TARDIS cuando el museo es sellado con cemento.
En el siguiente episodio, Una jugada larga, el Doctor, Rose y Adam llegan a una estación espacial en el año 200.000, y Adam se ve superado por un choque cultural. Tentado por la cantidad de información y tecnología disponible, hace que le instalen un puerto de comunicación informático avanzado en la cabeza, que se activa con un chasquido de dedos, para permitirle acceder al sistema informático del futuro. Intenta transmitir la información hacia el siglo XXI en la Tierra usando el superteléfono de Rose, pero esto se vuelve en su contra cuando los villanos que llevan la estación intentan extraer información del Doctor directamente del cerebro de Adam. Como castigo por traicionar su confianza, el Doctor le devuelve a su casa, a pesar de sus ruegos, y destruye su máquina receptora. Cuando la madre de Adam regresa a casa, reacciona con impresión y terror tras activar sin querer el implante que tiene en la frente.

## Historia conceptual

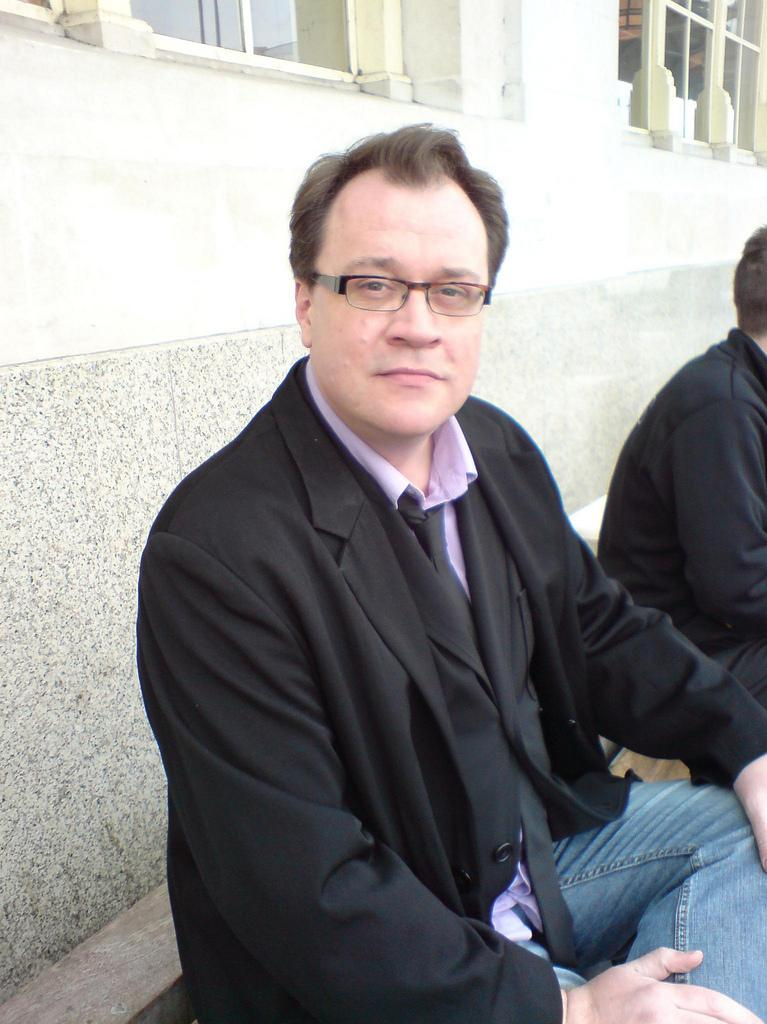
El productor ejecutivo Russell T Davies creó a Adam específicamente para ser un acompañante inepto.

El personaje de Adam Mitchell se concibió desde un principio junto con el de Henry van Statten durante la propuesta inicial de Russell T Davies de 2003 que mandó a la BBC, basándose en un audiodramático de Robert Shearman, Jubilee, que después sería la base del episodio Dalek. Siempre fue intención del equipo de producción que Adam se uniera a la TARDIS tras desarrollar Rose afecto por él. Para interpretar el papel se eligió a Langley sobre todo por su papel en Coronation Street como Todd Grimshaw. Langley se había presentado al casting para el papel el mismo día que hizo la publicidad de la historia en que se marchaba de Coronation Street. Hablando de su audición, Langley cuenta que "No podía haber pedido un papel mejor para continuar, porque Doctor Who es otra gran institución". Langley describe a Adam como "un poco empollón" y dice sobre su atracción hacia Rose que "ella es una chica muy guapa, y Adam lleva sin ver chicas desde hace mucho tiempo".
Desde 1963, la figura del acompañante había servido en Doctor Who generalmente para recordarle al Doctor su "deber moral". Sin embargo, nunca estuvo previsto que Adam se quedará como acompañante mucho tiempo. En el libro de "cómo se hizo" Doctor Who: The Inside Story, Davies explica que "siempre quiso hacer un programa con alguien que fuera un acompañante de pacotilla" y pone a Adam el mote de "el acompañante que no pudo". En una edición de Doctor Who Confidential, calificó a Adam de "un poco ambicioso" y "un poco más inteligente de lo que le conviene". Langley añadió que el personaje acaba "descarrilando" porque le gusta "trastear con las cosas" y que "pensar de sí mismo que es un genio le provoca molestias". Explicando la caída de Adam, Davies dice que "no se da cuenta de que está fuera por su propio bien hasta que se pone en situación de tentación, donde el conocimiento, la información y el poder se ponen a su alcance". Davies dijo que la historia de Adam dio "la oportunidad de ver a alguien iniciarse en ese camino" antes de que el Doctor le corte las alas de su ambición.
Originalmente, había varios aspectos del personaje que se cortaron para su aparición en pantalla: en los primeros borradores, era el hijo de Henry van Statten. En los comentarios del DVD para Una jugada larga, el director Brian Grant y el actor Bruno Langley hablan de los motivos en el guion de Adam de traer conocimientos médicos del futuro para curar a su padre, que sufría una enfermedad, aunque esta motivación no permaneció en el episodio definitivo.

## Recepción
Dek Hogan, de Digital Spy, reaccionaron negativamente a la presentación de Adam en Dalek, diciendo que "no veían el motivo que apareciera de repente Todd Grimshaw". Sugirieron que hubiera sido más entretenido que en el episodio hubiera aparecido su madre ficticia de Coronation Street. A Ian Hyland del Sunday Mirror tampoco le gustó la presentación de Adam, describiendo "la introducción de una secuencia de amor azucarado entre Rose y un jovencito inglés adorable" como "muy, muy irritante". SFX Magazine comentó los parecidos entre la presentación al futuro de Adam y la de Rose en El fin del mundo, diciendo que "era un paralelismo evidente por parte de Russell, como parte de su trama de contraste y comparación entre las reacciones de Rose y Adam". El crítico de su sitio web observó que "el desmayo cómico" de Adam le marcó como viajero inadecuado. Marc Edward DiPaulo de la Universidad de Oklahoma señaló que el papel de Adam en Una jugada larga era servir de sátura a los medios y funcionar como "condenación de aquellos que no pueden evitar meterse en la televisión, internet, iPods y otros emisores sin fin de lo que el Doctor llama 'información inútil'". Fraser McAlpine, hablando de las apariciones de Adam para el blog Anglophenia de BBC America, le describe como un "cobarde entrometido" y un "trepa". Por causa de sus fallos, Adam se convierte en "el acompañante que ensalza la valía de todos los demás acompañantes".
En su libro Who is the Doctor, Graeme Burk y Robert Smith describieron a Adam en Dalek como "algo irritante". Burk le calificó en Una jugada larga como "arrogante y narcisista", lo que hizo a Rose parecer superficial por insistir en que viajara con ellos, pero pensó que Langley hizo "un trabajo soberbio" mostrando los defectos del personaje. Dijo que fue "una pena" que la historia de fondo de las motivaciones de Adam se quitaran del guion, ya que hubieran hecho su personaje más creíble. Los dos encontraron un fallo de lógica en la decisión del Doctor de echar a Adam, ya que había posibilidades de que alguien pusiera sus manos en la tecnología del futuro que llevaba implantada. El crítico de Radio Times Patrick Mulkern hizo una crítica positiva de Adam, describiéndole como "engreído, pero aun así simpático" y su marcha como "precisión literaria". Comentó que Adam "añade una dinámica interesante y sutilmente diferente" a la de Mickey Smith y el Capitán Jack Harkness, que también trabajaron con Rose y el Noveno Doctor. En lugar de amenazar la relación del Doctor y Rose, Adam "sirve para fortalecerla". En 2010, Mark Harrison de Den of Geek listó la salida del personaje de la TARDIS como la décima mejor despedida de un acompañante, diciendo que fue "genial vislumbrar el derecho del Doctor a echar a alguien". Pensó que el personaje "se tachó de una forma espectacular" al intentar robar tecnología del futuro, y que su destino final era un ejemplo de justicia poética. Charlie Jane Anders también alabó el concepto de la historia de Adam posicionando su marcha como la séptima salida más deprimente de un acompañante en la historia de Doctor Who. Señaló que tener "un acompañante que suspende" fue una de "las ideas más inteligentes" de Davies como productor ejecutivo y que los errores humanos de Adam hacían fácil identificarse con él. En 2010, los lectores de Radio Times votaron a Adam en una lista de los mejores acompañantes en el puesto 45 de 48.